# Фіппсбург (Колорадо)
Фіппсбург (англ. Phippsburg) — переписна місцевість (CDP) в США, в окрузі Роутт штату Колорадо. Населення — 234 особи (2020).

## Географія
Фіппсбург розташований за координатами 40°13′49″ пн. ш. 106°57′3″ зх. д. / 40.23028° пн. ш. 106.95083° зх. д. (40.230139, -106.950796).  За даними Бюро перепису населення США в 2010 році переписна місцевість мала площу 3,07 км², уся площа — суходіл.

## Демографія
Згідно з переписом 2010 року, у переписній місцевості мешкали 204 особи в 88 домогосподарствах у складі 56 родин. Густота населення становила 66 осіб/км².  Було 113 помешкання (37/км²).
Расовий склад населення:
| - 95,6 % — білих - 1,0 % — азіатів |

До двох чи більше рас належало 3,4 %. Частка іспаномовних становила 2,0 % від усіх жителів.
За віковим діапазоном населення розподілялося таким чином: 26,5 % — особи молодші 18 років, 65,2 % — особи у віці 18—64 років, 8,3 % — особи у віці 65 років та старші. Медіана віку мешканця становила 39,3 року. На 100 осіб жіночої статі у переписній місцевості припадало 108,2 чоловіків;  на 100 жінок у віці від 18 років та старших — 123,9 чоловіків також старших 18 років.